# Mathurin Romegas
Mathurin d'Aux de Lescout, genaamd Romegas of Mathurin Romegas (1525 - Rome, 4 november 1581), was een ridder in de Maltezer Orde. Hij was een van de belangrijkste marine-commandanten van de orde.

## Vroege leven
Hij werd geboren als telg van een adellijke familie uit Gascogne die in verbinding stond met het Huis van Armagnac. In 1542 trad hij toe tot de Maltezer Orde. Vier jaar later werd hij een volledig lid na het afronden van zijn studies. Hij maakte al snel naam voor zichzelf en stond bekend als een goed vechter met een groot uithoudingsvermogen.

## Vroege carrière
Hij trad toe tot de Maltezer Orde in december 1546 en diende het grootste deel van zijn leven op de galeien. Hij werd al snel de schrik van de Turken langs de kusten van de Middellandse Zee. Hij voer met name op de Levant en de Egeïsche Zee. Op verzoek van de paus voerde hij ook een gewelddadige aanval uit op de protestantse hugenoten in Zuid-Frankrijk.
Hij kreeg faam op grond van een beroemde ontsnapping van schipbreuk in 1555. Zijn galei was gekapseisd tijdens een hevige storm in de haven van Malta. Toen de storm voorbij was, was er gebonk te horen uit een van de gekapseisde schepen. Er werd een gat in de bodem van het vaartuig gemaakt en Romegas kon samen met zijn huisdier, een aap, ontsnappen. Grootmeester Jean Parisot de la Valette was getuige van dit schouwspel, en zou een grote kameraad van Romegas blijven in zijn leven.

## Maritieme hoogtijdagen
Onder leiding van de admiraal van de Orde, Gozón de Melac, streed Romegas herhaaldelijk met Turgut Reis. Hij veroverde in 1564 Peñón de Vélez de la Gomera aan de Noord-Afrikaanse kust, tegenover Málaga. Hij gaf hiermee de aanleiding tot het Beleg van Malta (1565). In de buurt van Kefalonia werd Romegas kort naar zijn verovering aangevallen door Bairan Ogli Reis. Romegas wist te winnen en maakte diverse belangrijke Turkse dames buit. Dit gaf voor Suleyman de Grote de laatste zet tot het beleg in 1565.
Tijdens het beleg speelde ook Romegas een prominente rol, hij voerde de leiding over duizend strijdkrachten en wist de Grand Harbour enige tijd uit de handen van de Turken te houden. Na het beleg pakte hij zijn oude leven weer op en was weer een gevaar voor de Turkse schepen.
Tijdens de Slag bij Lepanto in 1571 voerde Romegas het commando over het pauselijke vlaggenschip. Hij onderscheidde zich opnieuw in de gevechten en werd na de slag door Marcantonio Colonna gevraagd om deel te nemen aan de festiviteiten in Rome.
In 1575 werd hij benoemd tot admiraal van de galeien van de Orde en spoedig daarna tot Grootprior van Toulouse. Met zijn jarenlange successen was hij voorbestemd om ooit verkozen te worden tot Grootmeester, maar hij werd uiteindelijk uitgeschakeld door de intriges van de andere leden van de Raad van Eer.

## Rivaal-grootmeester
Grootmeester Jean de la Cassière had binnen de Raad van Eer voor veel onrust gezorgd na enkele vernederingen die de Orde had ondergaan. In 1581 leidde dit tot een opstand, toen de Raad van Eer La Cassière afzette en gevangen zette in Fort St. Angelo en Romegas werd benoemd tot de facto grootmeester. De paus stuurde een afgezant, Gaspare Visconti, om de zaak te onderzoeken.
De La Cassière en Romegas werden beide naar Rome ontboden om opheldering over de zaak te geven. De La Cassière arriveerde op 26 oktober in de stad en werd vol eerbied behandeld; Romegas daarentegen helemaal niet. Hij stierf alleen op 4 november 1581.
Paus Gregorius XIII herstelde De la Cassière in alle eer en hij herkreeg zijn oude titel, maar hij kon niet lang van zijn overwinning genieten, hij stierf op 21 december van dat jaar.